# Edith Marian Begbie

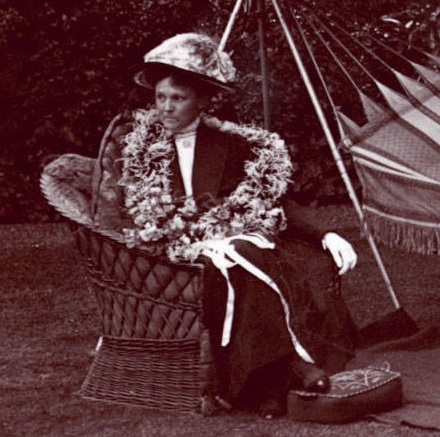
Edith Marian Begbie (Ausschnitt), 1912

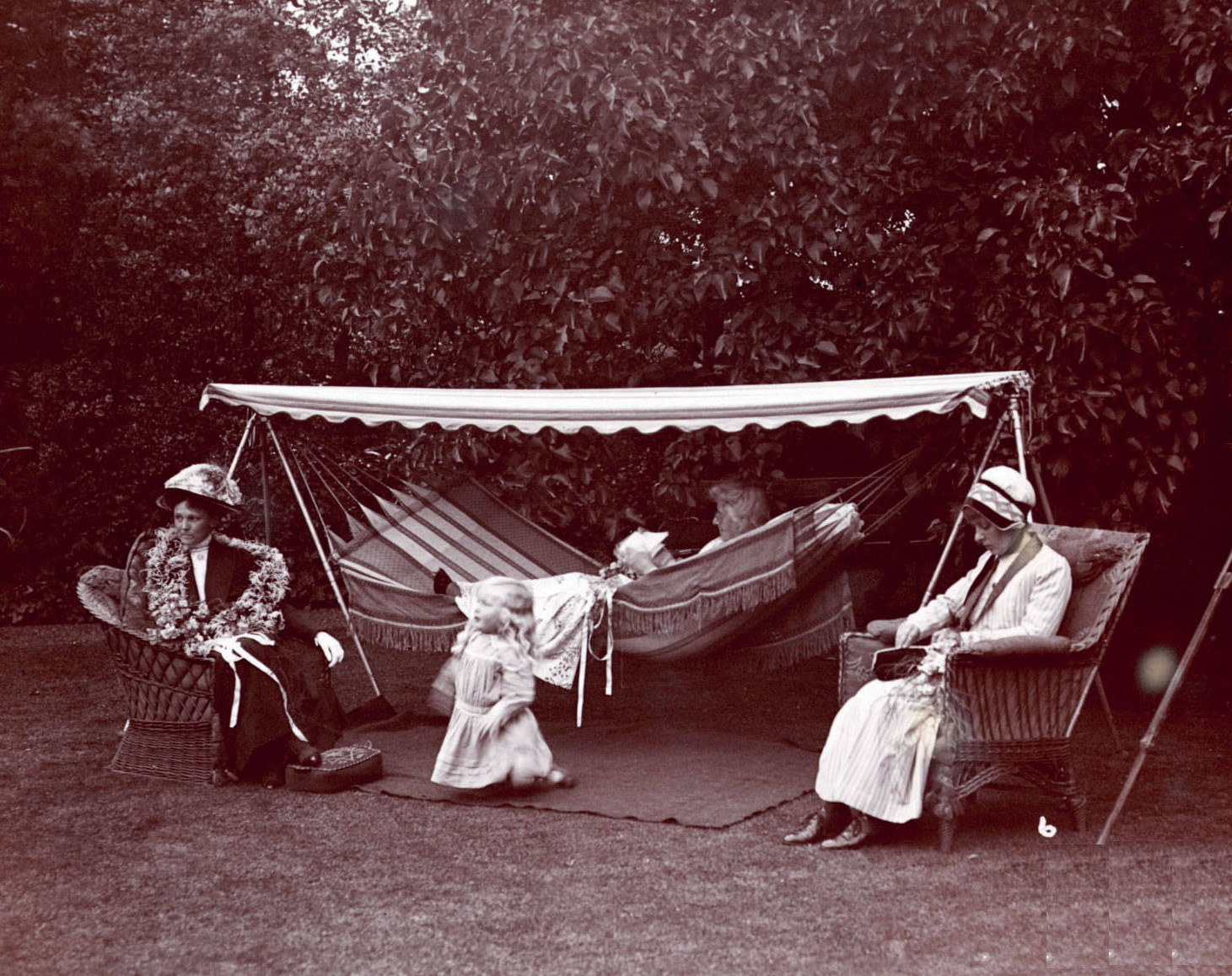
Edith Marian Begbie, Rose Lamartine Yates’ dreijähriger Sohn Paul, Gertrude Wilkinson und Florence Macfarlane (Begbies Schwester) im Garten von Dorset Hall, dem Haus von Yates, nach einem Gefängnisaufenthalt und Hungerstreik, 1912.

Edith Marian Begbie, geborene Macfarlane (* 8. Februar 1866 in Leith, Edinburgh, Midlothian; † 27. März 1932 in Wimbledon, London) war eine schottisch-britische Suffragette.

## Leben
Begbie wurde als älteste Tochter von mindestens zwölf Kindern von Marian Elizabeth, geborene Newton (1841–1883), und John Macfarlane (1837–1903) geboren. Ihre nächstjüngere Schwester Florence (1867–1944) hatte ebenfalls eine aktive Rolle in der Wahlrechtsbewegung spielen. 1856 trat John Macfarlane in das Familienunternehmen ein, das Drahtgewebe herstellte und sich auch auf die Papierherstellung verlegte. Aus dem Zensus von 1881 geht hervor, dass die Familie in diesem Jahr nach Edinburgh gezogen war. Als die Geschäfte immer einträglicher wurden, gründete John Macfarlane eine liberale Zeitung, und seine liberalen Grundsätze dürften seine Töchter in ihrem späteren Handeln beeinflusst haben. Zum Zensus 1901 leitete Macfarlane zusammen mit zwei ihrer jüngeren Schwestern ein privates Frauenkrankenhaus am Archibald Place in Edinburgh. 1888 heiratete Edith Marian Macfarlane den Ostindien-Kaufmann John Aitchison Begbie (1859–1907), woraufhin das Paar nach Stanmore, London, zog und vier Kinder bekam: George (* 1889), Thomas Newton (1891–1919), William Herbert (1893–1959) und Hilda Aitchison (1897–1936).
Zusammen mit ihrer Schwester wurde die inzwischen verwitwete Begbie am 18. November 1910 bei der Teilnahme am Schwarzen Freitag in London verhaftet. Sie erschien am nächsten Tag vor dem Bow Street Magistrates’ Court, wo die Anklage gegen sie fallen gelassen wurde. 1911 beteiligte sie sich an der Protestaktion „No Vote no Census“, und obwohl sie ihren Namen für die Volkszählung von 1911 angab, weigerte sie sich, weitere Informationen preiszugeben.
Am 7. März 1912 wurde sie erneut verhaftet, weil sie mit etwas, das sie in ihrem Muff versteckt hatte, Fensterscheiben an verschiedenen Geschäften in The Strand in London eingeschlagen hatte. Sie wurde verhaftet und in Untersuchungshaft genommen. Bei ihrem Prozess beschrieb ein Zeuge, wie Begbie The Strand entlanglief und ein Fenster nach dem anderen einschlug und dabei einen Schaden von etwa 40 Pfund verursachte. Bei ihrem ersten Erscheinen vor Gericht erklärte Begbie: „Ich stehe hier als Mutter von vier Kindern […] meine Kinder sollten die gleichen Rechte und den gleichen Schutz haben, Töchter wie Söhne, und da ich nicht an die Vernunft der Männer appellieren kann, muss ich ihre eigene Sprache benutzen, die Gewalt ist.“
Als Wohnort gab sie damals Dundee an. Während ihrer Inhaftierung im Winson Green Prison in Birmingham trat Begbie zusammen mit Gertrude Wilkinson und ihrer Schwester Florence in den Hungerstreik und wurde als „Dundee’s hunger-striker“ bezeichnet.
Bei ihrer Entlassung aus dem Gefängnis ging es beiden Schwestern nicht gut und sie wirkten sehr gebrechlich. Sie konnten sich zusammen mit Wilkinson bei Rose Lamartine Yates, der Organisationssekretärin und Schatzmeisterin des Wimbledoner Zweigs der WSPU, in deren Haus, Dorset Hall, erholen. Mcfarlane setzte ihre militante Kampagne für das Frauenwahlrecht fort, aber Edith Begbie wurde nicht wieder verhaftet.
Begbie war der zweite Vorsitzende der Women’s Social and Political Union-Zweigstelle in Wimbledon, wo sie auch wohnte und 1932 starb.